# Scuola Grande di San Marco
La Scuola Grande di San Marco est un monument de la ville de Venise, en Italie, qui abritait autrefois l'une des six grandes sodalités, ou Scuole Grandi, de Venise. Il fait face au Campo Santi Giovanni e Paolo, où se trouve également l'église du même nom.

## Histoire
L'édifice fut construit par la Confraternité Saint-Marc en 1260, afin d'y installer son siège. Détruit par un grand incendie en 1485, il fut reconstruit pendant les 20 ans qui suivirent sur des plans de Pietro Lombardo, le chantier étant financé par un fonds mis en place par les membres.
Parmi les membres de la Scuola, on compte trois grands explorateurs italiens du XVe siècle : Josaphat Barbaro, Ambrogio Contarini et Alvise Cadamosto.
En 1819, le bâtiment devint un hôpital militaire autrichien.
Il s'agit désormais d'un hôpital civil.

## La façade
L'œuvre originale de Pietro Lombardo a été complétée par la suite par Mauro Codussi.
La façade présente des pilastres et des niches finement décorées, et est ornée de statue de marbre blanc ou polychrome. Bien que cette décoration en marbre poli relève de la Renaissance ; la prolifération des arches et des niches témoignent des influences byzantines antérieures, qui se retrouvent dans beaucoup de styles architecturaux vénitiens traditionnels.

## Mobilier et décor
Les plafonds des salles sont peints et dorés, et les murs décorés de fresques et de toiles, commandées aux peintres les plus célèbres de l'époque : Giovanni et Gentile Bellini, Jacopo et Domenico Tintoretto, Jacopo Palma il Vecchio, Paris Bordone, Giovanni Mansueti, Vittore Belliniano.
Les peintures de la salle de l'Allbergo, la première à être décorée, sont aujourd'hui disséminées dans différents musées en Italie, dont les Gallerie dell'Accademia, dans le sestiere de Dorsoduro. Des photos numériques les remplacent pour montrer l'atmosphère qui existait alors. La dernière réalisée, l'Anneau de Saint-Marc (1534-1535) est le chef-d'œuvre de Pâris Bordone. Il s'agit d'une toile de 370 × 300 cm, conservée aux Gallerie dell'Accademia de Venise.
Dans la salle Capitolare, décorée ensuite, Le Tintoret réalisa trois peintures : le Miracle de l'esclave (1548), la Translation du corps de saint Marc (peinte entre 1562 et 1566), et la Découverte du corps de saint Marc (également peinte entre 1562 et 1566). Les deux premières œuvres sont conservées aux Gallerie dell'Accademia, tandis que la dernière est désormais à la Pinacothèque de Brera, à Milan.

## Photographies

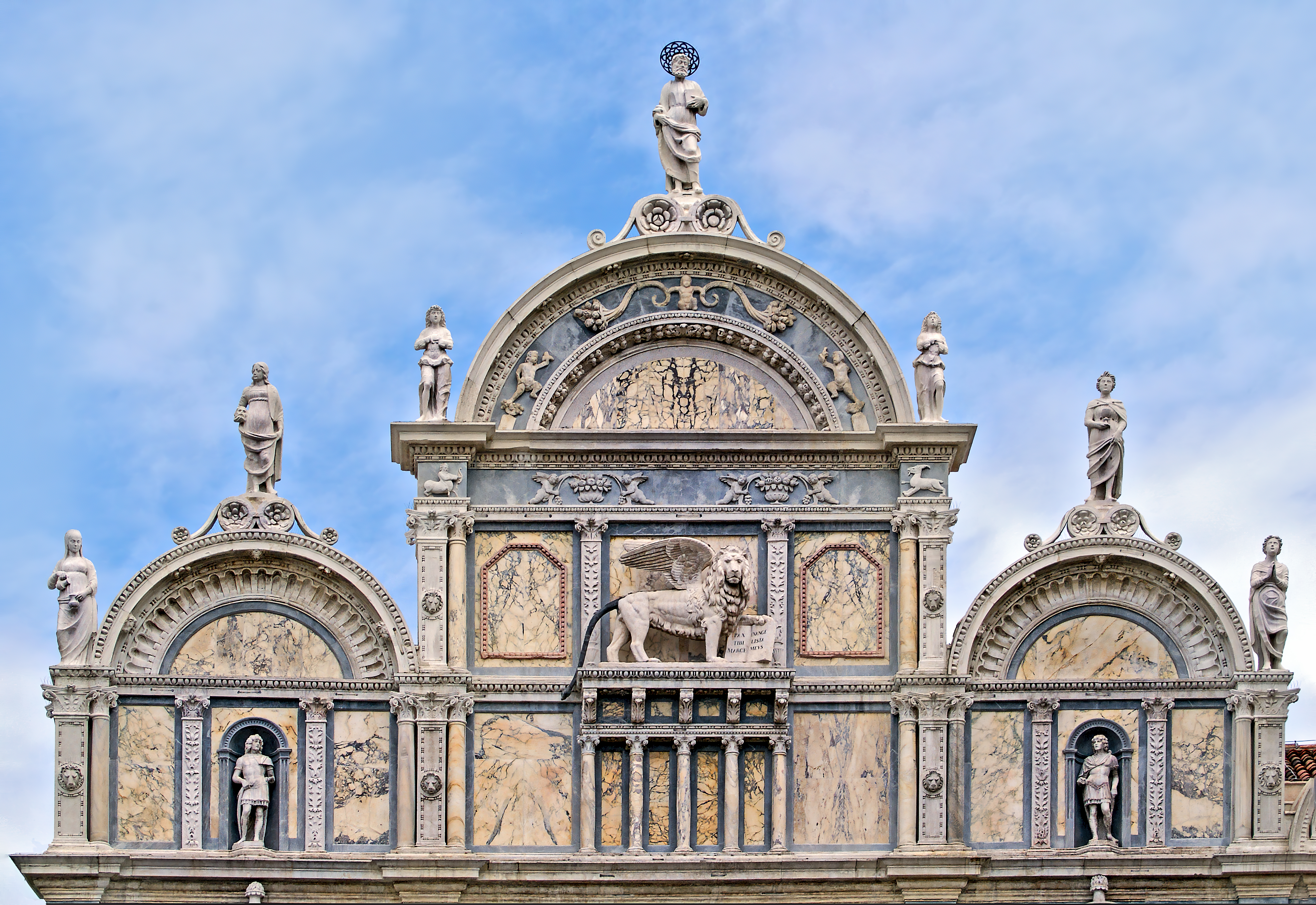
Partie supérieure de la façade
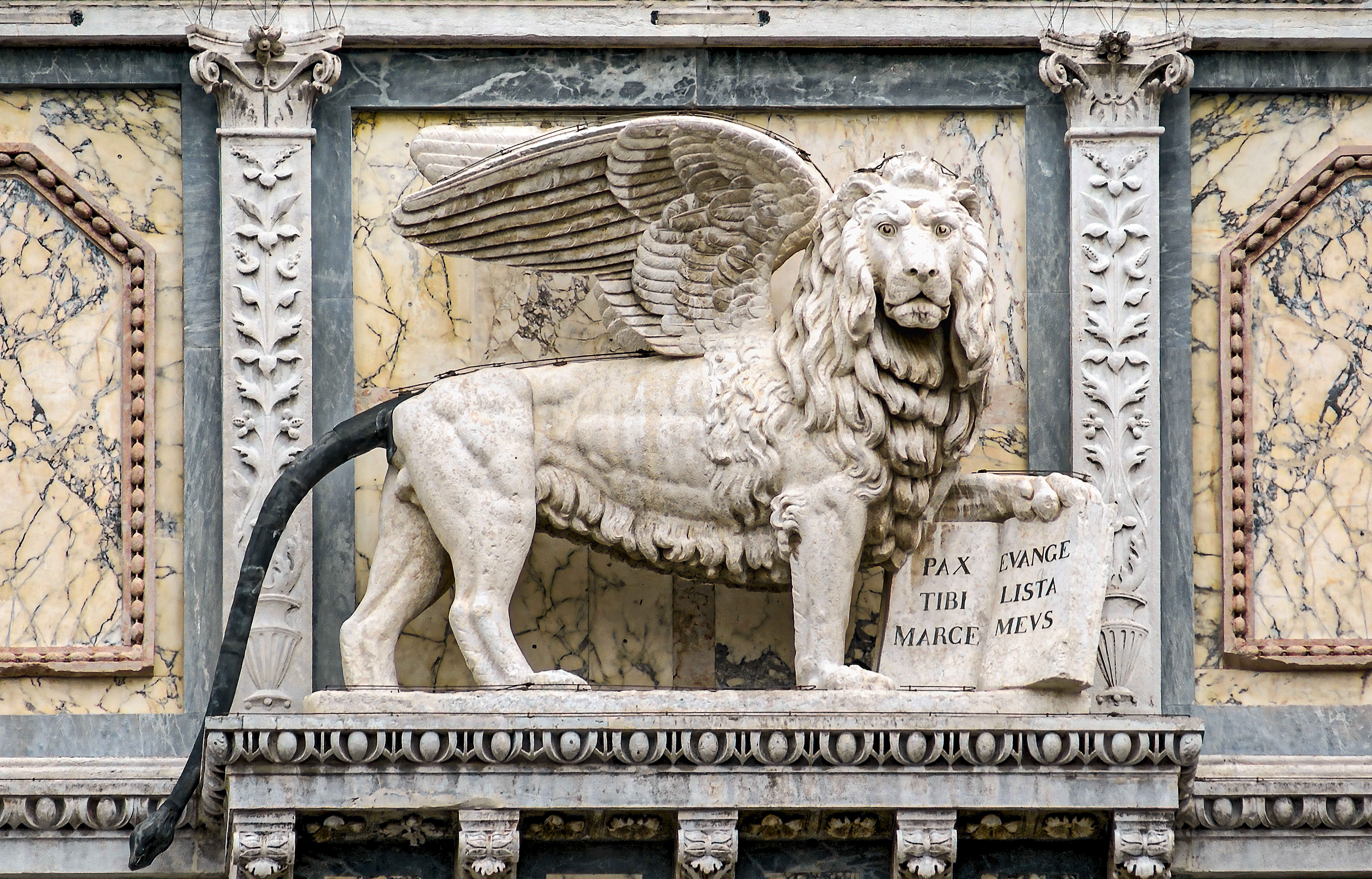
Le Lion de St Marc de la façade
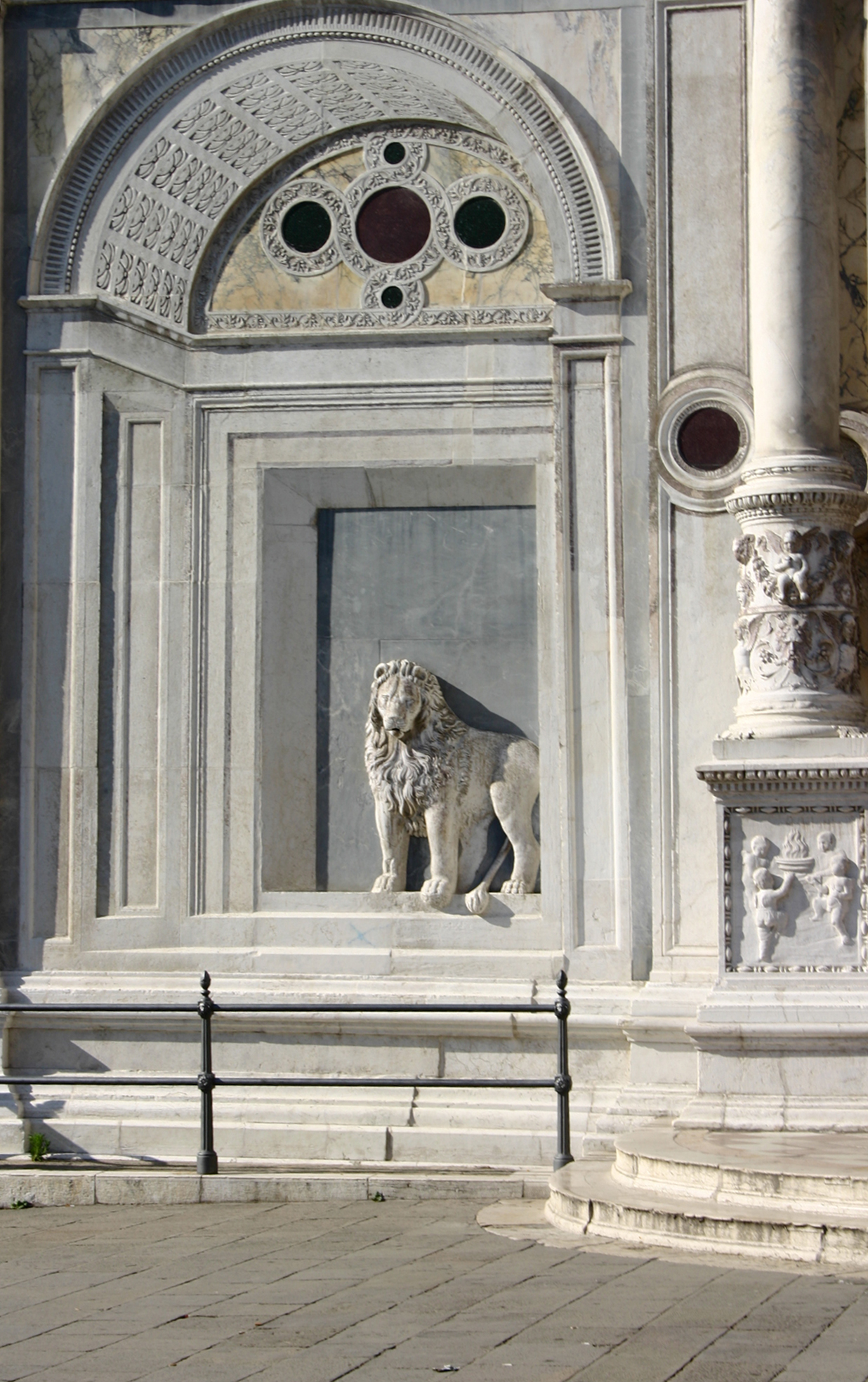
Lion à gauche de l'entrée principale
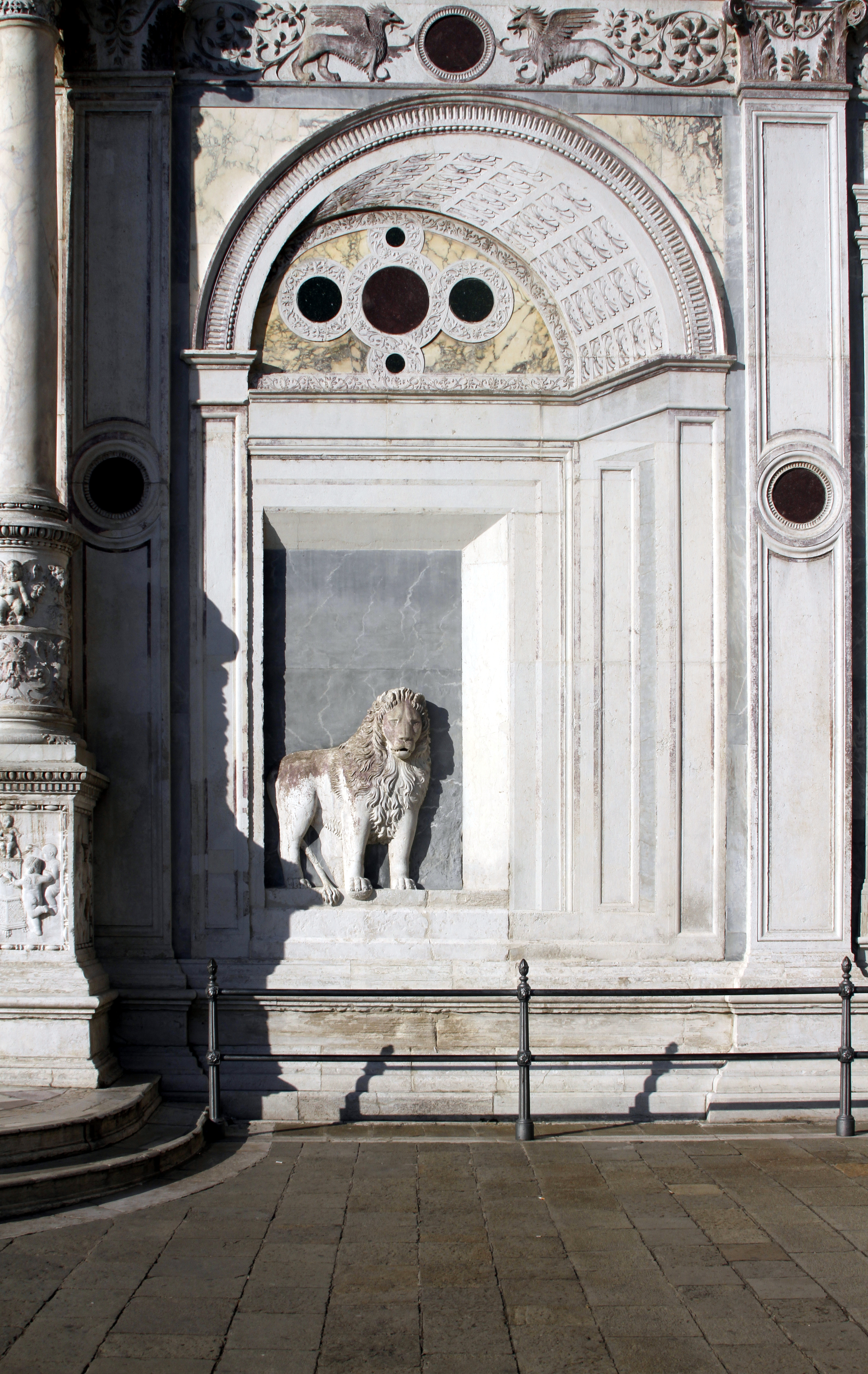
Lion à droite de l'entrée principale
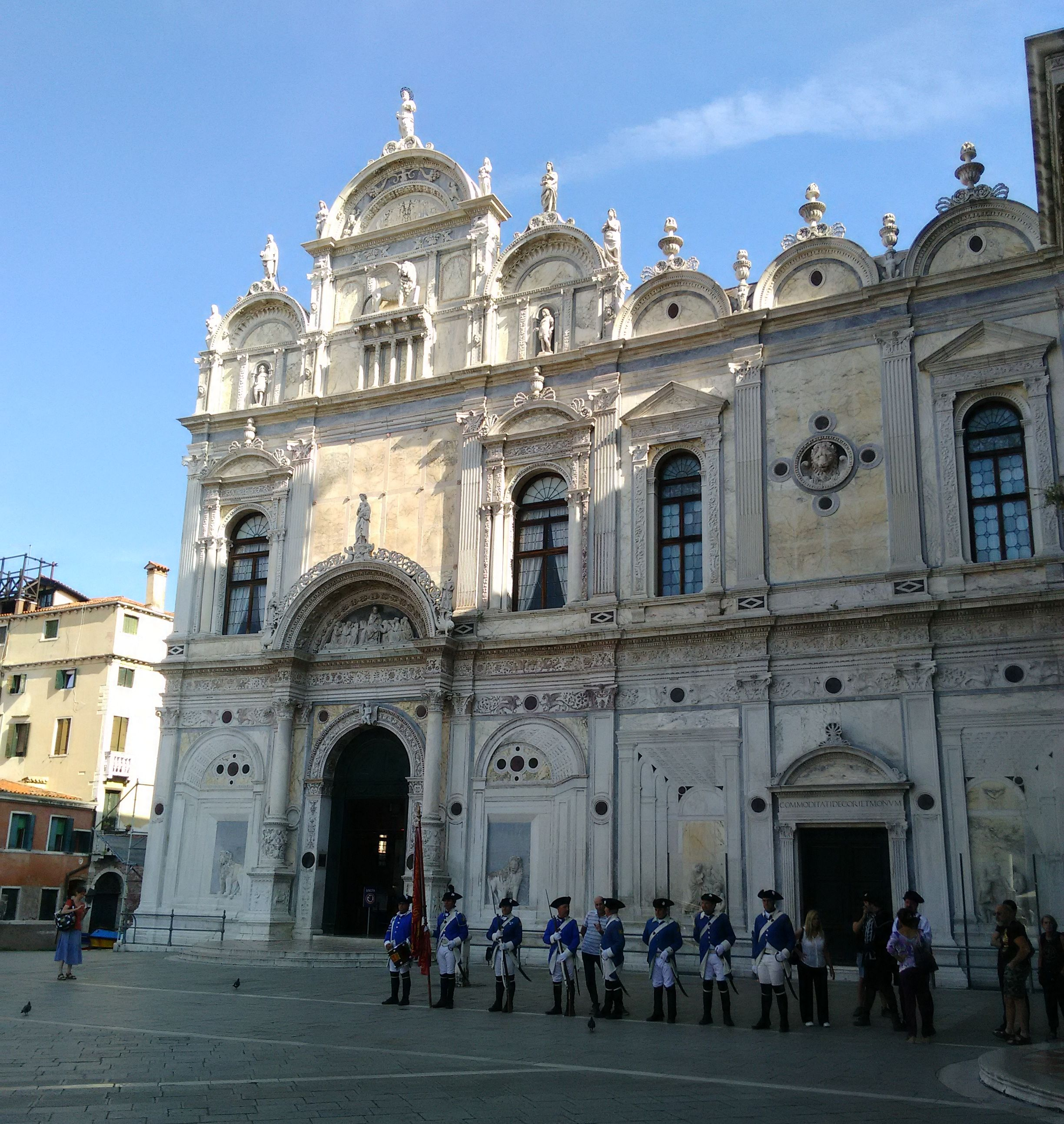
Cérémonie le 28/08/2022 devant la Scuola Grande di San Marco